# Ђокини вирови
Ђокини вирови су комплекс од два вира у средњем делу кањона реке Вучјанке, десне притоке Ветернице. Налазе се на 2 km од Вучја, у непосредној близини старе хидроелектране која је још у функцији.
Река Вучјанка је у свом средњем току усекла кањонску долину дужине нешто преко 2 km са пропратним појавама типа слапова, водопада и дубоких вирова. Ђокини вирови се налазе у најужем делу кањона, чија ширина код горњег вира износи свега 5 метара. Десну обалу чине стрме падине Петокраке (1041 m), а леву падине Китке (645 m).
Горњи вир је широк око 15 метара, дугачак око 5 метара са дубином од 2,5 метра. Налази се под Горњим водопадом (9 метара висок), док вода истиче из вира Доњим водопадом (око 11 метара) и пада директно у доњи вир. Доњи вир је широк око 20 метара, дугачак 10 метара, са дубином од 4,5 метра. Температура воде у вировима се лети креће око 23 °C, док је провидност горњет вира потпуна (2,5 m), док је доњи вир релативно непровидан, а вода делује потпуно црно.
Вирови су омиљено место за купање, првенствено млађих купача, због релативно неприступачног терена. Током високог водостаја горњи вир је практично недоступан.
На дужини од 600 метара налазе се и следећа места погодна за купање: Кадице, релативно малих димензија, али са изузетно топлом водом; вир Јаз испод 20 метара високог водопада, по површини већи од Ђокиних, али са дубином од само 1,5 метара; низ мањих вирова до хидроелектране и на крају највећи и најпосећенији вир Девказан 100 метара низводно од хидроелектране, где је уједно и крај најживописнијег дела кањона.

## Галерија слика
- Ђокини вирови, брана
- Ђокини вирови, водоскок
- Ђокини вирови, базен
- Ђокини вирови, базен